# Sarcofago di Elena

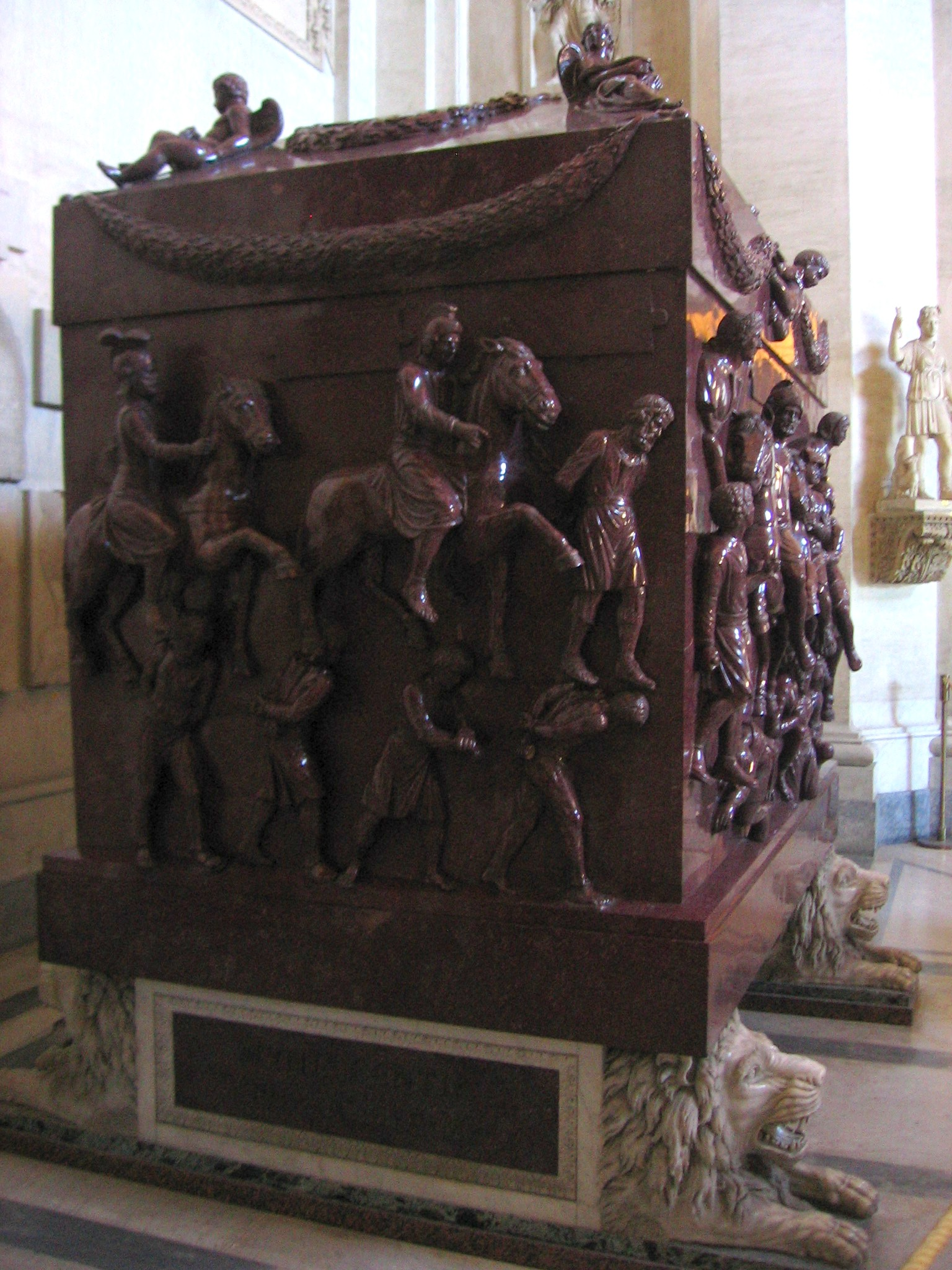
Sarcofago di Elena

Il sarcofago di Elena è un sarcofago in porfido rosso antico proveniente dal Mausoleo di Elena, ove fu sepolta Flavia Giulia Elena (248–329), madre dell'imperatore romano Costantino I. È conservato nei Musei Vaticani, vicino al sarcofago di Costantina e fu inserito nella collezione da papa Pio VI.

## Storia e descrizione
Il massiccio sarcofago, alto 2,42 metri, è di tipo colossale, pensato probabilmente per la sepoltura di un gruppo familiare più che per un solo individuo. Tradizionalmente viene assegnato alla madre di Costantino I sin dalle fonti antiche e in passato si è pensato che, per lo stile e il soggetto militare della decorazione a rilievo, fosse stato inizialmente preparato per il padre di Costantino Costanzo Cloro o, forse per Costantino stesso e la dinastia costantiniana. Di sicuro non fu pensato in origine per Elena, moglie non ufficiale di Costanzo Cloro e devota cristiana, perché celebra un trionfo militare imperiale e non presenta alcun simbolo femminile o cristiano. 
In effetti il progetto di avere un mausoleo di famiglia a Roma fu abbandonato quando nel 324 Bisanzio diventò la residenza imperiale di Costantino, cambiando nome in Costantinopoli; Costantino infatti decise di esservi sepolto, mentre la madre Elena continuò a vivere a Roma, dove morì e fu sepolta, ma solo per un certo tempo, perché la salma venne poi trasferita a Costantinopoli, presso quella del figlio Costantino. 
L'opera, creata nella prima metà del IV secolo, sopravvisse grazie alla sua mole e ad un riutilizzo da parte dei papi, anche se fu pesantemente restaurata alla base e integrata nelle parti mancanti nel XVIII secolo (in seguito ai danni derivati da un incendio nel XIV secolo); in ogni caso le linee generali delle scene, la composizione e lo stile generali sono inequivocabilmente originali.
Il coperchio è a quattro spioventi, con figure a tutto tondo di Geni e Vittorie agli angoli, vicino alle quali sono ipoteticamente appese delle ghirlande a bassorilievo che, sui lati lunghi del "tetto", incorniciano dei leoni sdraiati e sui lati lunghi della cornice sono sorrette da un amorino volante. La cassa è liscia con figure a medio e altorilievo. Nella fascia superiore si vedono delle insegne bi-ansate (cioè con due «manici» ai lati) rimaste anonime, senza scritte, e dei busti sui lati lunghi, uno maschile nella parte destra con una corona di foglie da vincitore, probabilmente Costanzo Cloro, e uno femminile nella parte sinistra che ha una qualche somiglianza con immagini di Elena a noi note che vengono dalle monete.
La parte centrale è occupata da cavalieri romani, tre su ciascun lato lungo e due su ciascuno corto, vestiti con la tunica corta, l'elmo e armati di lancia e talvolta anche di scudo. Essi sono raffigurati nell'atto di caricare barbari in fuga o di trasportarli come prigionieri. In basso si trovano prigionieri a altorilievo. Il ritmo della composizione è ben calibrato e ricorda da vicino la processione a cavallo della base della Colonna Antonina, con analoghi effetti di chiaroscuro dati dal contrasto tra l'altorilievo e lo sfondo liscio. La scultura del duro porfido era di solito concentrata vicino alle cave in Egitto o in mano a artisti originari di quelle zone, per cui anche questo sarcofago è probabilmente dovuto a maestranze orientali. Rispetto a esempi precedenti del periodo della tetrarchia (come il monumento ai Tetrarchi di Venezia) si assiste qui a una ripresa dei modi più classicistici (panneggio elegante e logico, ricchezza plastica dei corpi), tipica dell'arte costantiniana dopo il consolidamento del potere finite le guerre civili, per cui la datazione, ormai ampiamente accettata, del sarcofago è attorno al 320.
Il sarcofago venne inoltre utilizzato da papa Anastasio IV (1073 - 1154) per la sua sepoltura presso San Giovanni in Laterano a Roma, fino al Seicento, quando il sarcofago fu posizionato nel portico della stessa chiesa e dedicato nuovamente a Elena.